# Fats Navarro
Theodore "Fats" Navarro (Key West, Florida, 24 de setembre de 1923 - Nova York, 7 de juliol de 1950) fou un trompetista estatunidenc de jazz.

## Biografia
Va iniciar la seua carrera professional el 1939, tocant com a saxofonista amb Walter Johnson, a Miami, encara que ràpidament es va passar a la trompeta, amb el grup de Snookum Russell, el 1941. Després va treballar a la banda d'Andy Kirk (1943-1944) i amb Billy Eckstine (1945-1946), que havia sigut informat de la seua qualitat per Dizzy Gillespie, a qui va substituir. En la banda d'Eckstine, Navarro va començar tocant, nota per nota, els "solos" del mateix Gillespie, encara que prompte va mostrar la seua capacitat creativa i el seu feeling. Quan es va traslladar a Nova York, es va convertir en una de les figures del circuit de clubs i del naixent bebop.
Va treballar amb Illinois Jacquet (1947-1948), tocant després breument amb Lionel Hampton i Coleman Hawkins, abans d'integrar-se al grup de Tadd Dameron (1948-1949). Va participar després en diverses JATPs i, al començament de 1950, va tocar amb Charlie Parker al Birdland i al Café Society, amb Bud Powell i Max Roach. Però uns pocs mesos més tard, va morir a conseqüència de la tuberculosi i les drogues, amb 26 anys.

## Estil
L'estil de Navarro, segons el crític Alain Gerber, "és un model d'equilibri al conciliar amb total pertinença la ciència harmònica, la frescor melòdica i l'audàcia rítmica". Encara que la seua carrera fou breu, va influir de manera notable en l'obra de trompetistes com Clifford Brown, Lee Morgan, Art Farmer i Donald Byrd.

## Discografia
- 1946: Memorial - "Fats-Klook-Sonny-Kinney" (Savoy Records, 1946-47) amb Kenny Dorham, Sonny Stitt, Bud Powell, Kenny Clarke, Curly Russell, Gil Fuller (arr)
- 1946: Eddie Lockjaw Davis: 1946-1947 (Classics)
- 1946: Illinois Jacquet: 1945-1946 (Classics)
- 1946: Goin' To Minton's (Savoy, 1946-47) amb Bud Powell, Sonny Stitt, Tadd Dameron, Art Blakey, Kenny Clarke
- 1946: Nostalgia (Savoy, 1946-7) amb Eddie Lockjaw Davis, Dexter Gordon, Al Haig, Art Blakey
- 1948: Howard McGhee: On Dial - The Complete Sessions 1945-1947 (Spotlite)
- 1948: Howard McGhee: 1948 (Classics)
- 1947: The Fabulous Fats Navarro, Vol 1 & 2, (Blue Note 1947-48)
- 1947: The Complete Fats Navarro On Blue Note And Capitol
- 1948: Fats Navarro Featured With The Tadd Dameron Band (Milestone) amb Milt Jackson, Kenny Clarke
- 1950: Bird & Fats - Live At Birdland (Cool & Blue) amb Charlie Parker, Bud Powell, Tommy Potter, Curley Russell, Art Blakey, Roy Haynes
- 1950: Bud Powell: The Amazing Bud Powell, Volume 1 (Blue Note)
- 1950: The Fats Navarro Story (Proper, 4-CD-Compilation)